# Гашпер Копітар
Гашпер Копітар (словен. Gašper Kopitar; нар. 13 серпня 1992, Єсениці) — словенський хокеїст, що грав на позиції лівого нападника. Грав за збірну команду Словенії.
Молодший брат словенського хокеїста Анже.

## Ігрова кар'єра
Хокейну кар'єру розпочав 2008 року виступаючи за юніорську команду «Лос-Анджелес Кінгс». Згодом по два сезони відіграв за юніорську команду «Портленд Вінтергокс» та клуб ХЛСШ «Де-Мойн Баккенірс».
У квітні 2012 року Гашпер підписав контракт з шведським клубом «Мора ІК».
У грудні 2013 уклав угоду з командою «Онтаріо Рейн» (ХЛСУ). 1 жовтня 2014 року Копітар уклав стандартну угоду з клубом до кінця сезону 2014–15.
28 липня 2015 року Гашпер підписав однорічну угоду з «Манчестер Монаркс». Після трьох сезонів у складі «Монаркс», 5 грудня 2018 року Гашпер оголосив про завершення ігрової кар'єри.
Був гравцем молодіжної збірної Словенії, у складі якої брав участь у 15 іграх. Виступав за національну збірну Словенії, на головних турнірах світового хокею провів 7 ігор в її складі.

## Статистика

### Клубні виступи
| Сезон        | Клуб                     | Ліга         | Регулярний сезон | Регулярний сезон | Регулярний сезон | Регулярний сезон | Регулярний сезон | Плей-оф | Плей-оф | Плей-оф | Плей-оф | Плей-оф |
| Сезон        | Клуб                     | Ліга         | І                | Г                | П                | О                | ШХ               | І       | Г       | П       | О       | ШХ      |
| ------------ | ------------------------ | ------------ | ---------------- | ---------------- | ---------------- | ---------------- | ---------------- | ------- | ------- | ------- | ------- | ------- |
| 2008–09      | «Лос-Анджелес Кінгс» U18 | Ліга U18     | 46               | 8                | 12               | 20               | 14               | —       | —       | —       | —       | —       |
| 2009–10      | «Портленд Вінтергокс»    | ЗХЛ          | 10               | 0                | 0                | 0                | 0                | —       | —       | —       | —       | —       |
| 2010–11      | «Портленд Вінтергокс»    | ЗХЛ          | 2                | 1                | 0                | 1                | 0                | —       | —       | —       | —       | —       |
| 2010–11      | «Де-Мойн Баккенірс»      | ХЛСШ         | 55               | 12               | 12               | 24               | 45               | —       | —       | —       | —       | —       |
| 2011–12      | «Де-Мойн Баккенірс»      | ХЛСШ         | 52               | 24               | 15               | 39               | 16               | 4       | 0       | 0       | 0       | 0       |
| 2012–13      | «Мора ІК»                | U20          | 2                | 0                | 2                | 2                | 2                | —       | —       | —       | —       | —       |
| 2012–13      | «Мора ІК»                | Швеція       | 42               | 8                | 6                | 14               | 4                | —       | —       | —       | —       | —       |
| 2013–14      | «Мора ІК»                | U20          | 1                | 1                | 1                | 2                | 0                | —       | —       | —       | —       | —       |
| 2013–14      | «Мора ІК»                | Швеція       | 13               | 0                | 0                | 0                | 2                | —       | —       | —       | —       | —       |
| 2013–14      | «Онтаріо Рейн»           | ХЛСУ         | 32               | 8                | 12               | 20               | 4                | 4       | 0       | 1       | 1       | 0       |
| 2014–15      | «Онтаріо Рейн»           | ХЛСУ         | 41               | 11               | 14               | 25               | 17               | 19      | 0       | 2       | 2       | 0       |
| 2015–16      | «Манчестер Монаркс»      | ХЛСУ         | 57               | 9                | 24               | 33               | 2                | 2       | 0       | 1       | 1       | 0       |
| 2016–17      | «Манчестер Монаркс»      | ХЛСУ         | 42               | 7                | 12               | 19               | 6                | —       | —       | —       | —       | —       |
| 2018–19      | «Манчестер Монаркс»      | ХЛСУ         | 7                | 0                | 1                | 1                | 0                | —       | —       | —       | —       | —       |
| Швеція разом | Швеція разом             | Швеція разом | 55               | 8                | 6                | 14               | 6                | —       | —       | —       | —       | —       |
| ХЛСУ разом   | ХЛСУ разом               | ХЛСУ разом   | 179              | 35               | 63               | 98               | 29               | 25      | 0       | 4       | 4       | 0       |

### Збірна
| Рік                | Команда            | Турнір             | І  | Г | П | О  | ШХ |
| ------------------ | ------------------ | ------------------ | -- | - | - | -- | -- |
| 2010               | Словенія           | МЧС-D1             | 5  | 0 | 1 | 1  | 4  |
| 2011               | Словенія           | МЧС-D1             | 5  | 2 | 2 | 4  | 2  |
| 2012               | Словенія           | МЧС-D1             | 5  | 3 | 2 | 5  | 4  |
| 2013               | Словенія           | Квал. ЗОІ          | 3  | 0 | 0 | 0  | 0  |
| 2013               | Словенія           | ЧС                 | 4  | 0 | 1 | 1  | 0  |
| Молодіжна збірна   | Молодіжна збірна   | Молодіжна збірна   | 15 | 5 | 5 | 10 | 10 |
| Національна збірна | Національна збірна | Національна збірна | 7  | 0 | 1 | 1  | 0  |